# Río Falémé
El río Falémé  es un río de África Occidental que discurre por Malí y Senegal, el principal afluente de la margen izquierda del río Senegal que tiene su fuente en la parte norte de Futa Yallon (Guinea), a una altitud de 800 metros. Su longitud total es de 650 km, drena una cuenca de 28 900 km² y su caudal es de aproximadamente 175 m³/s. El río es navegable en una sección de unos 200 km. 

## Geografía
El río Falémé nace, como río Tenneh, en Guinea cerca de Timbo, en la prefectura de Labé. Discurre en dirección norte y llega enseguida a la frontera, y a partir de aquí el río será casi siempre frontera natural: primero, en un corto tramo, entre Guinea, al oeste, y Mali, al este; luego, durante un largo trayecto, entre Malí, al este, y Senegal, al oeste. Recibe el Falémé al comienzo de este tramo fronterizo a dos de sus cabeceras, el Gombo, por la derecha, y al Koila Kabé, por la izquierda, justo antes de alcanzar la localidad maliense de Satadougou-Tintimba. Sigue avanzando en dirección norte hasta llegar a Sainsoutou, donde hace un pequeño bucle y continua al norte, abandonando la frontera cerca de la localidad de Moussala.
Se interna en Senegal y pasa por Takoutal y Nayé, donde de nuevo comienza otro tramo fronterizo entre Mali-Senegal, esta vez hasta su desembocadura. Llega a Falémé, una pequeña localidad maliense de 5864 hab. en 1998, que da nombre al río y luego a Kidira, uniéndose finalmente, por la margen izquierda, con el río Senegal, cerca de Aroundou, a unos 30 km aguas arriba de Bakel. 

## Economía
Un depósito de mineral de hierro de muy alta calidad, en el que se han realizado prospecciones desde hace algunos años, parece muy prometedor. Podría ser explotado durante veinte años, con una extracción promedio de 12 millones de toneladas de mineral de hierro al año.

## Historia

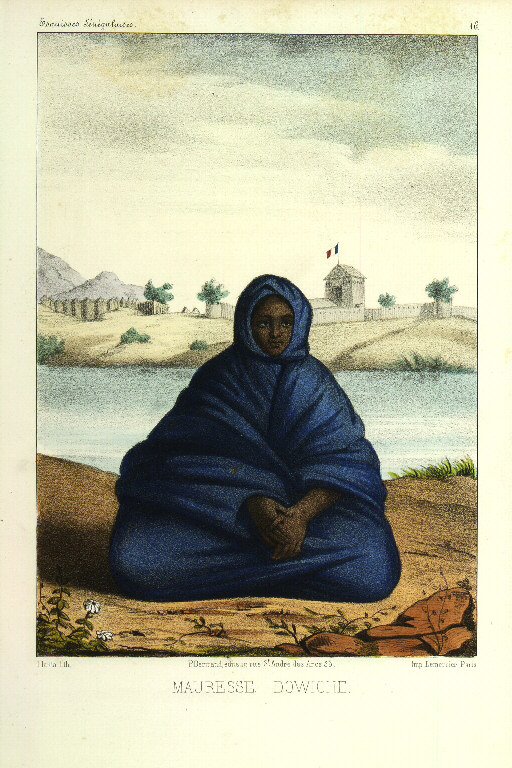
Moros a orillas del Faleme, con el fuerte francés Senoudebou el fondo (acuarela del abade Boilat, en Bocetos senegalases, 1853)

Debido a su ubicación estratégica, en la etapa colonial a orillas del río Falémé se construyeron varios fuertes. 

## Régimen hidrológico
El caudal del río ha sido observado durante 60 años (1930-89) en la localidad de Kidira, situada a menos de 35 km aguas arriba de su confluencia con el río Senegal. En Kidira, el caudal anual promedio o módulo observado durante ese período fue de 170 m³/s, con una cuenca drenada de aproximadamente 28 900 km², casi toda la cuenca del río.
La lámina de agua que fluye en la cuenca alcanza los 185 milímetros por año, lo que puede considerarse como abundante en el contexto de la cuenca del Senegal.
El Faleme es un río alimentado bien en promedio, pero muy irregular. Conoce largos períodos de sequía, con tiempos de cauce seco casi completo. La media mensual de descarga observada en mayo (mínimo estiaje) fue solamente de 0,5 m³/s (500 litros) o 1500 veces menor que el caudal medio en septiembre, lo que refleja su alta irregularidad estacional. En el período de observación de 60 años, el flujo mínimo mensual fue de 0 m³/s (río completamente secos), mientras que el flujo mensual máxima fue de 1805 m³/s.
| Caudal medio mensual del río Falémé medido en la estación hidrológica de Kidira (en m³/s. Datos calculados en el período de 59 años, 1930-1989, para una cuenca de 28 900 km²) |
| |

## Cartografía
- Carte du Sénégal, de la Falémé et de la Gambie jusqu'aux limites où ces Rivières ont été explorées, Dressée par le Bºⁿ Brossard de Corbigny, etc., Paris, 1861.